# Pangrapta cinerea
Pangrapta cinerea är en fjärilsart som beskrevs av Butler 1889. Pangrapta cinerea ingår i släktet Pangrapta och familjen nattflyn. Inga underarter finns listade i Catalogue of Life.